# Volkswagen Karmann Ghia
La Volkswagen Karmann Ghia è un'autovettura venduta col marchio Volkswagen tra il 1955 e il 1974 e assemblata dalla carrozzeria Karmann.

## Sviluppo

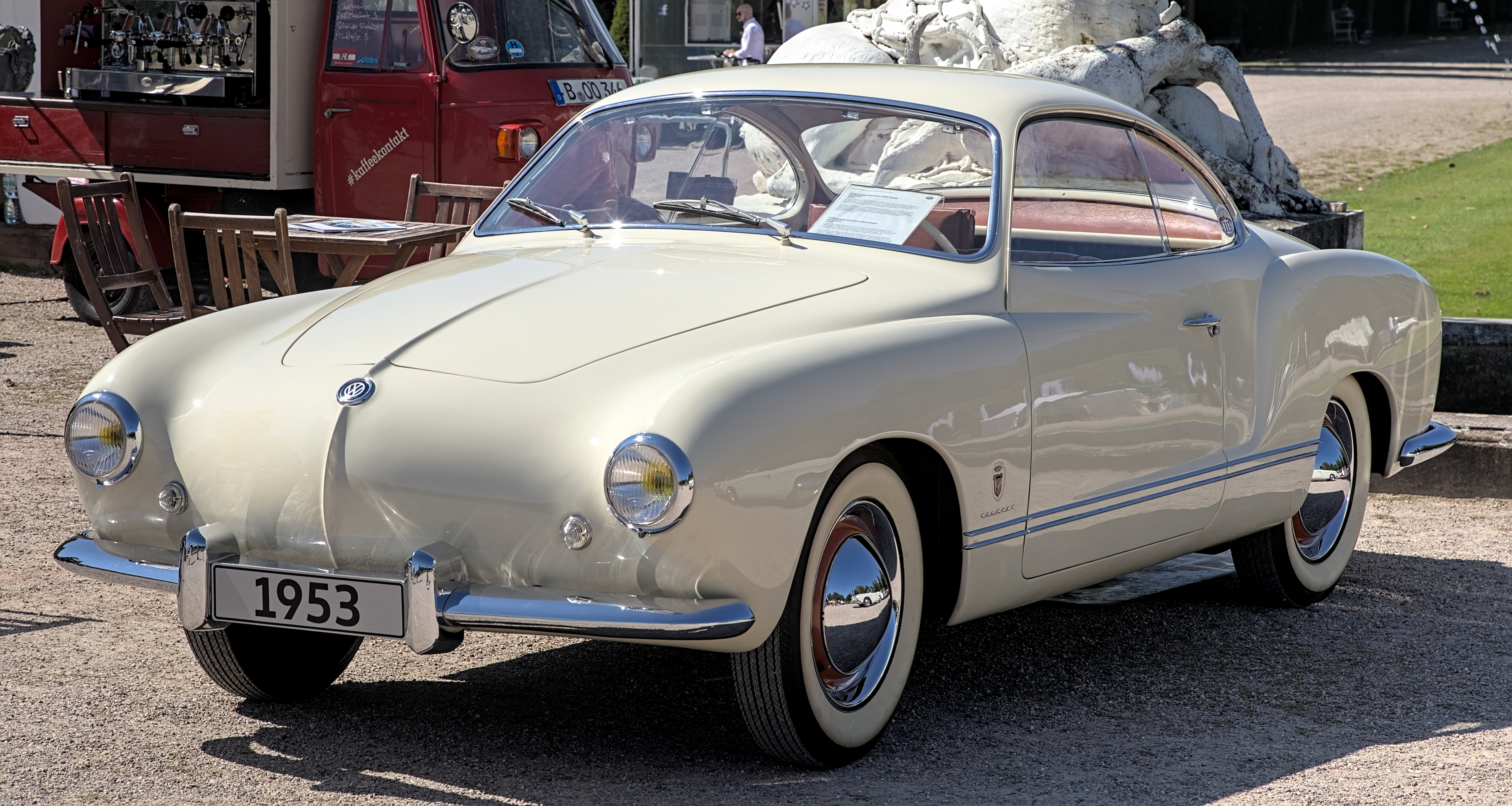
Il prototipo del 1953

All'inizio degli anni cinquanta la Volkswagen decise di affiancare al vendutissimo Maggiolino (il cui nome commerciale era semplicemente Volkswagen 1200) una variante sportiva che ne sfruttasse l'intera meccanica (anche perché a Wolfsburg non esisteva, a quei tempi, un'altra base tecnica disponibile). Heinrich Nordhoff (direttore generale della Volkswagen) e Wilhelm Karmann (patron dell'omonima carrozzeria) avviarono il progetto nel 1951, senza ottenere risultati stilisticamente convincenti.

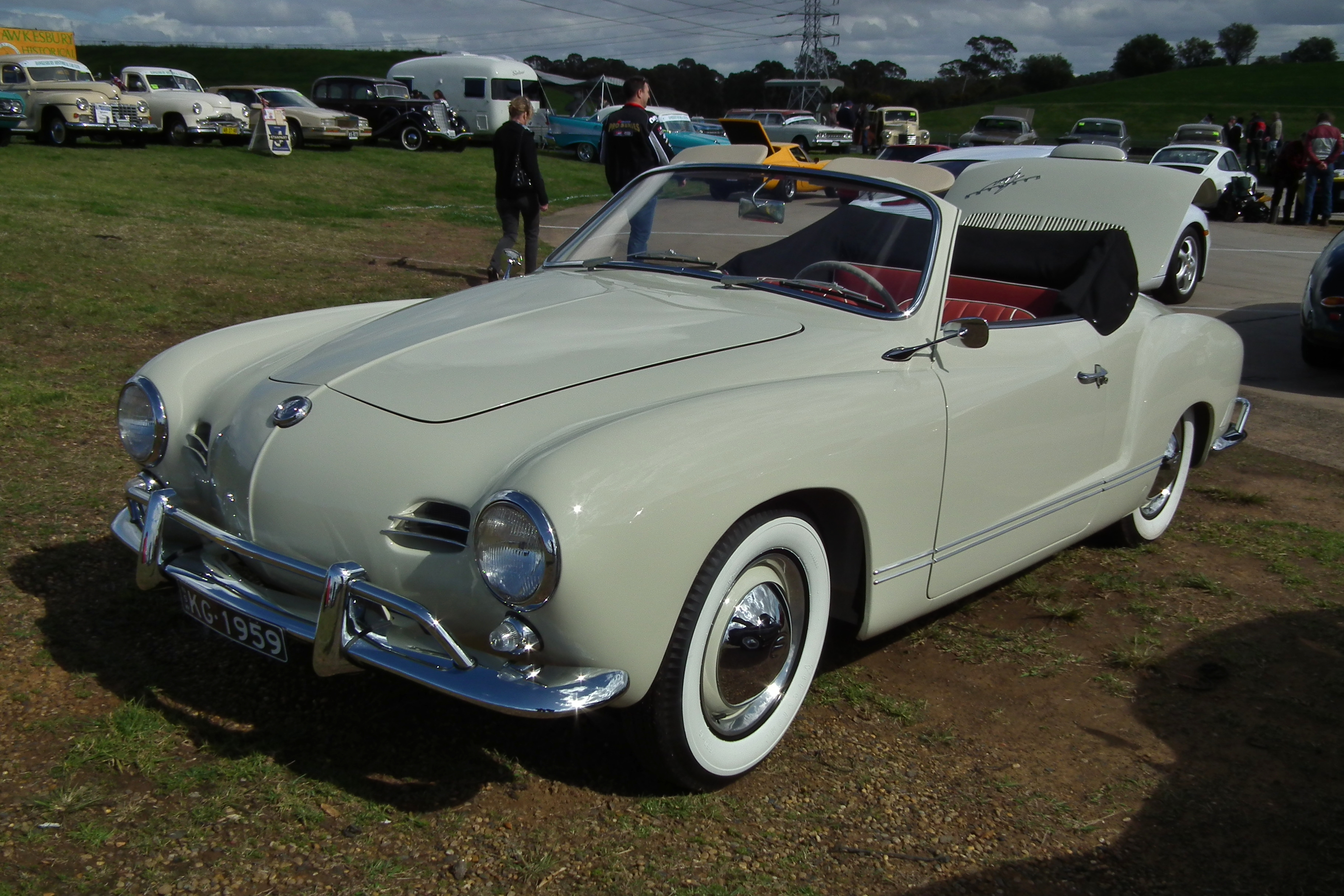
Una Karmann Ghia cabriolet

Al Salone dell'automobile di Parigi del 1953 la Ghia, casualmente, presentò un prototipo di coupé su base Maggiolino. Karmann, in visita al salone, ne rimase impressionato e decise, in accordo con la carrozzeria di Torino di presentarlo a Nordhoff, che deliberò immediatamente la produzione. Dopo un anno di sviluppo a tre (Volkswagen, Karmann e Ghia), la nuova coupé venne presentata al pubblico nel 1955, col nome di 1200 Karmann-Ghia. La nuova e ben riuscita carrozzeria, imbullonata al telaio a piattaforma, copriva la meccanica, senza la benché minima variazione, del Maggiolino.
Robusta, affidabile e ben costruita, ebbe tuttavia il difetto di offrire prestazioni molto modeste: il motore 1192 cm³ da soli 30 CV era sufficiente per spingere l'auto a una velocità massima di 115 km/h, con oltre 25 secondi per raggiungere i 100 km/h.
Nel 1957 la coupé venne affiancata dalla versione cabriolet, dotata della medesima meccanica.

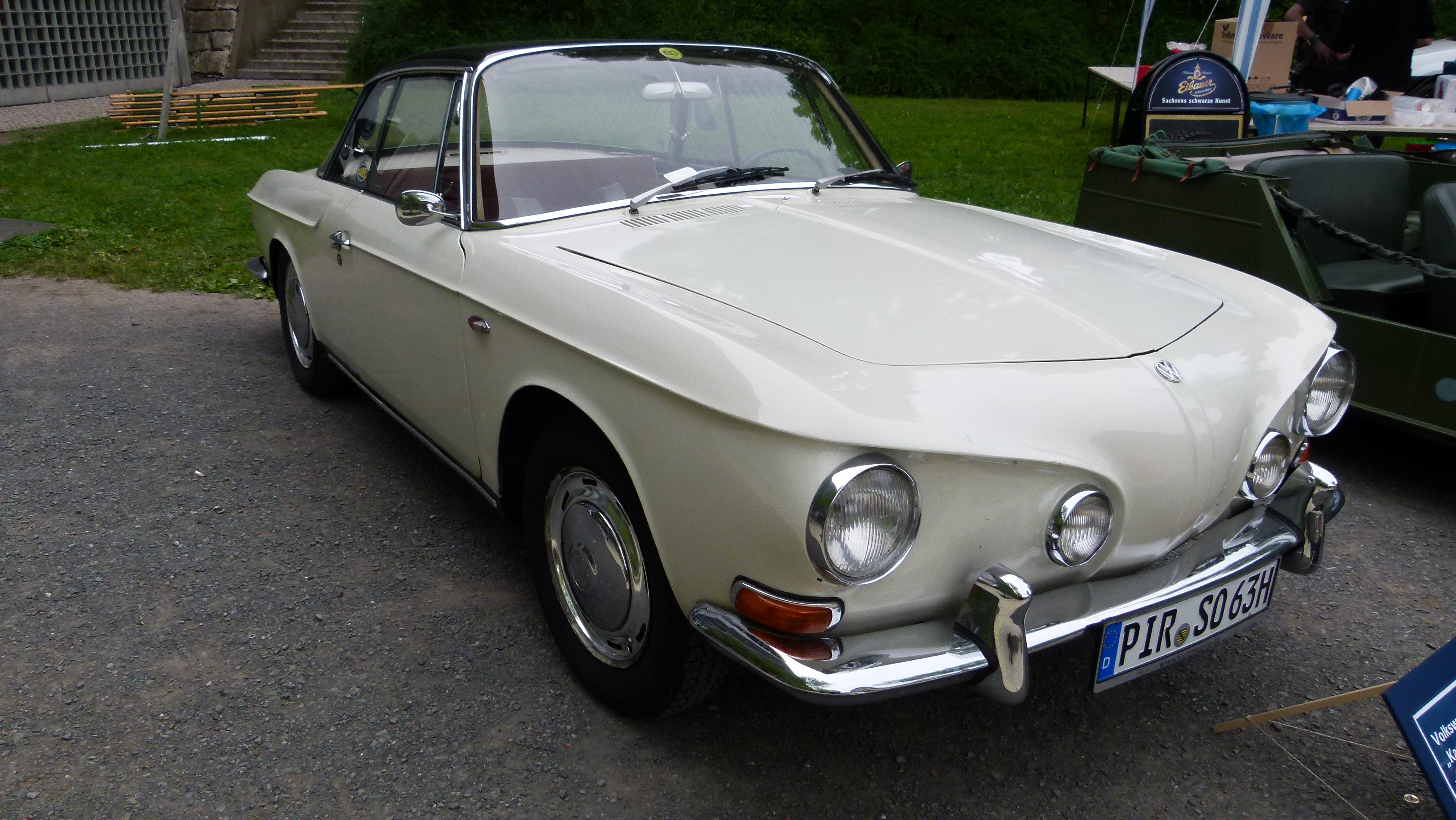
Una Karmann Ghia Type 34

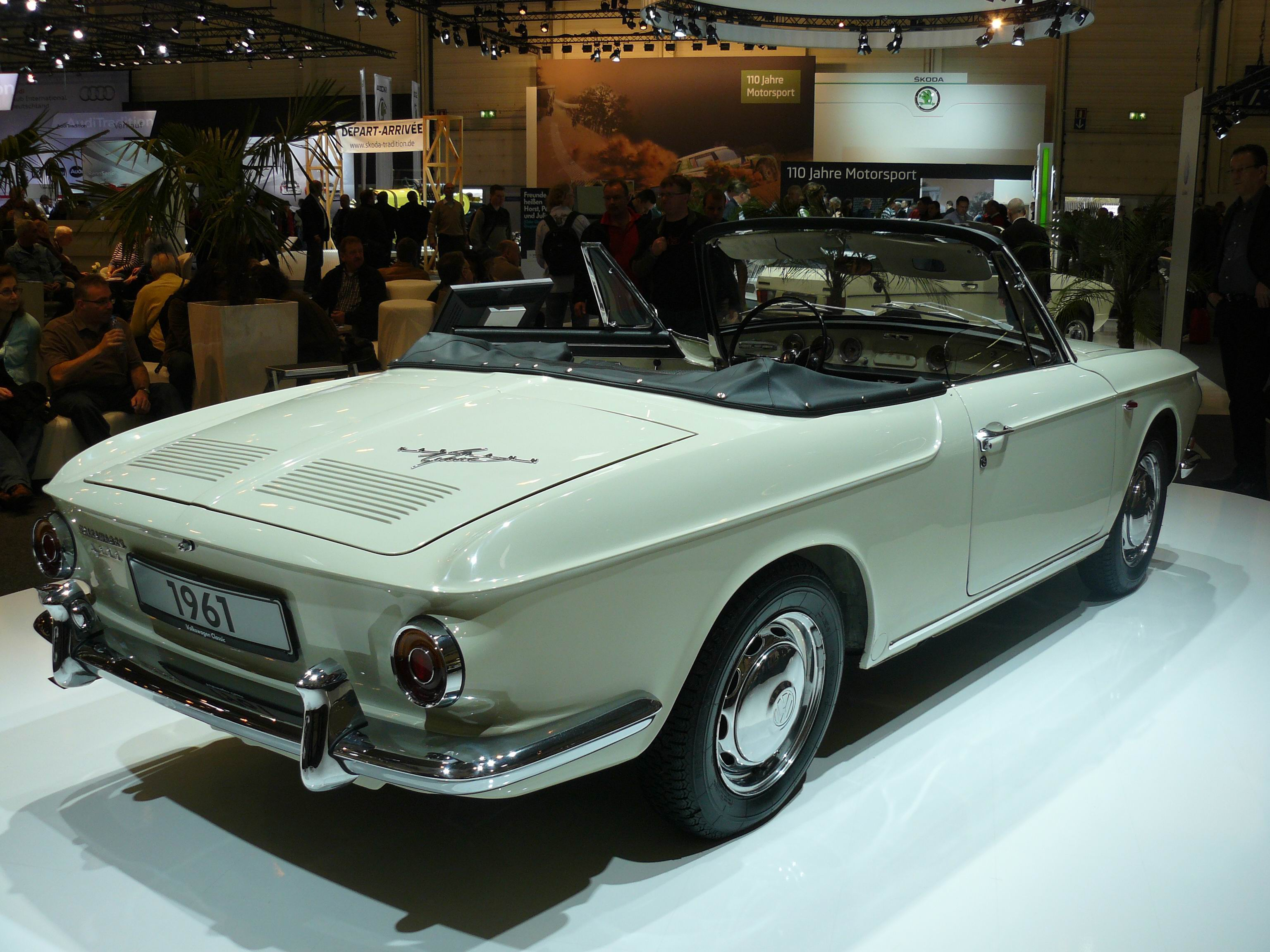
Un prototipo Type 34 cabriolet

## Evoluzione

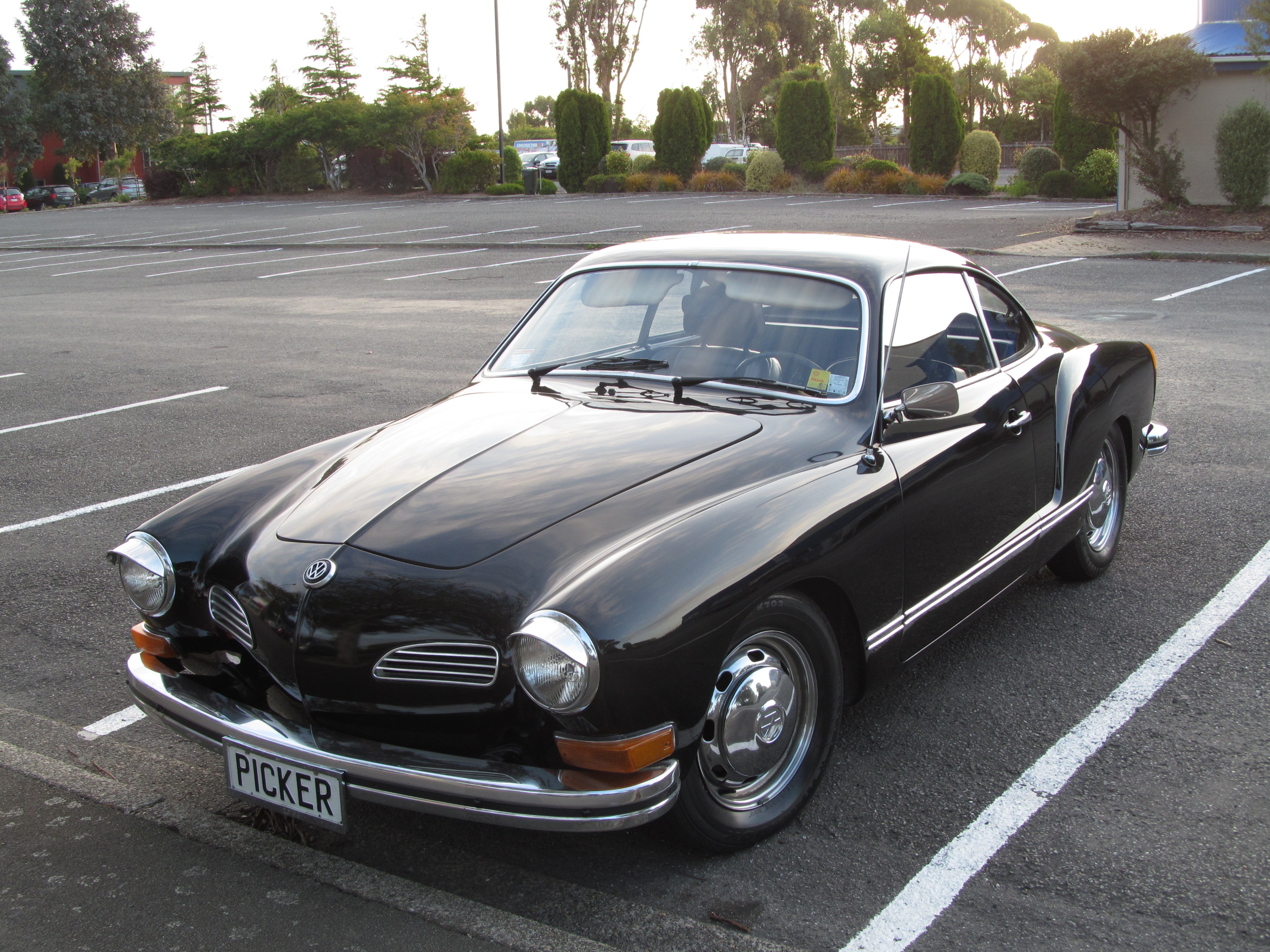
Karman Ghia Model Year 1972

- agosto 1959: i fari anteriori, maggiorati, vengono alzati di 12 cm, le luci posteriori hanno una nuova forma "a banana", le prese d'aria anteriori diventano più grandi e cambiano forma, i paraurti anteriori sono dotati di rostro tubolare superiore, la plancia adotta una fascia superiore nera antiriflesso, i vetri posteriori della coupé sono apribili.
- agosto 1960: il motore viene leggermente potenziato (34 CV a 3600 giri/min), i fari anteriori diventano asimmetrici e il cambio è completamente sincronizzato.
- 1961: la Volkswagen affiancò alla Karmann-Ghia tipo 14 una "sorella maggiore" (sempre costruita in collaborazione con Karmann e Ghia) derivata dalla Volkswagen Tipo 3, che venne chiamata Volkswagen-Karmann-Ghia tipo 34. La nuova nata presentava una linea molto diversa dalla "typ 14" e vagamente ispirata alla Chevrolet Corvair. La tipo 34 debuttò in versione coupé a tre volumi, a cui doveva affiancarsi una versione cabriolet e una coupé a due volumi; entrambe queste versioni rimasero però allo stadio di prototipo a causa dello scarso successo commerciale del modello d'origine. La produzione terminò nel 1969 dopo circa 42.500 esemplari costruiti per lasciare spazio alla Volkswagen-Porsche 914[5].
- agosto 1965: la cilindrata del boxer cresce a 1285 cm³ (per 40 CV a 4000 giri/min), il cruscotto adotta una nuova fascia cromata.
- agosto 1966: la cilindrata del motore cresce ulteriormente a 1493 cm³ (44 CV a 4000 giri/min), i freni anteriori diventano a disco, il circuito frenante è sdoppiato, la plancia è totalmente ridisegnata (e rivestita con inserti in simil legno).
- settembre 1967: sia la coupé che la cabriolet sono disponibili con frizione idraulica automatica, a richiesta può essere montata anche la barra antirollio posteriore.
- giugno 1969: le frecce anteriori da tonde diventano rettangolari, le luci posteriori vengono ampliate, il lunotto posteriore della cabriolet diventa di plexiglas.
- agosto 1970: la cilindrata del motore cresce a 1584 cm³ (54 CV)
- agosto 1972: nuovi e più massicci paraurti con inserto in gomma, fanalini posteriori ingranditi, nuova plancia in PVC nero.
- luglio 1974: cessa la produzione sia delle coupé che delle cabriolet[3].